# Іона (Василевський)
Митрополит Іона (світське ім'я Іван Семенович Василевський; *1 березня 1762, Калуга — †22 червня 1849, Санкт-Петербург) — релігійний та освітній діяч на Московщині та у Грузії. Ректор Калузької духовної семінарії. Екзарх Грузії. Член Святішого Синоду Російської імперії.
Єпископ Відомства православного сповідання Російської імперії, архієпископ Астраханський та Єнотаївський, єпископ Тамбовський і Шацький у мокшанських землях.

## Біографія
Народився 18 лютого 1762 Калузі.
У 15 річному віці прийнятий у духовне училище при Лаврентіївському монастирі. Після чотирьох років навчання переведений в Перервинську семінарію, звідки направлений в Троїцьку лаврську семінарію.
30 січня 1792 висвячений в сан ієрея до Воскресенської церкви Калуги, у 1797 — благочинний.
У 1799 році Іона стає членом Калузької духовної консисторії.
У червні 1807 приїхав до Петербурга де був пострижений у чернецтво. В цьому ж році возведений у сан архімандрита і призначений законовчителем Санкт-Петербурзького комерційного училища.
З 1809 ректор Калузької духовної семінарії, одночасно настоятель Перемишльського Троїцького Лютикова монастиря.
У 1811 році настоятель Волоколамського монастиря, інспектор і економ Санкт-Петербурзької духовної академії.
24 березня 1812 висвячений у єпископи Тамбовські.
26 квітня 1821 владика Іона переведений на Астраханську кафедру з возведенням у сан архієпископа. Керував Астраханського єпархією тільки три місяці.
1 жовтня 1821 призначений екзархом Грузії. Був членом Святійшого Синоду.
Будучи в Грузії, він зайнявся облаштуванням семінарії і поліпшенням в ній викладання.
22 серпня 1828 возведений у сан митрополита.
5 березня 1832 звільнений від управління Грузинською Церквою. Викликаний до Святійшого Синоду і залишався в Петербурзі до самої смерті.
Помер 22 червня 1849 в Олександро-Невській лаврі; похований в Феодорівській церкві лаври.